# Världscupen i rodel 1978/1979
Världscupen i rodel 1978/1979 började 13 januari 1979 i svenska Hammarstrand och avslutades den 4 mars 1979 i västtyska Winterberg.

## Världscupdeltävlingar
| Tävling                                    | Etta                           | Tvåa                    | Trea                   |
| ------------------------------------------ | ------------------------------ | ----------------------- | ---------------------- |
| Hammarstrand, Sverige (13-14 januari 1979) |                                |                         |                        |
| Damer – Singel                             | Östtyskland                    | Östtyskland             | Sverige                |
| Herrar – Singel                            | Östtyskland                    | Östtyskland             | Italien                |
| Herrar – Dubbel                            | Östtyskland Norbert Hahn       | Östtyskland Ulrich Hahn | Italien Karl Brunner   |
| Imst, Österrike (20-21 januari 1979)       |                                |                         |                        |
| Damer – Singel                             | Italien                        | Österrike               | Österrike              |
| Herrar – Singel                            | Italien                        | Italien                 | Österrike              |
| Herrar – Dubbel                            | Österrike Karl Schrott         | Italien Karl Brunner    | Västtyskland Pilz      |
| Igls, Österrike (17-18 februari 1979)      |                                |                         |                        |
| Damer – Singel                             | Österrike                      | Italien                 | Italien                |
| Herrar – Singel                            | Italien                        | Italien                 | Italien                |
| Herrar – Dubbel                            | Västtyskland Balthasar Schwarm | Italien Karl Brunner    | Västtyskland Pilz      |
| Winterberg, Västtyskland (4 mars 1979)     |                                |                         |                        |
| Damer – Singel                             | Österrike                      | Västtyskland            | Österrike              |
| Herrar – Singel                            | Italien                        | Italien                 | Västtyskland           |
| Herrar – Dubbel                            | Västtyskland Balthasar Schwarm | Västtyskland Pilz       | Österrike Karl Schrott |

## Slutställning
| Tävling         | Etta                 | Tvåa                   | Trea                           |
| --------------- | -------------------- | ---------------------- | ------------------------------ |
| Damer – Singel  | Österrike            | Italien                | Österrike                      |
| Herrar – Singel | Italien              | Italien                | Italien                        |
| Herrar – Dubbel | Italien Karl Brunner | Österrike Karl Schrott | Västtyskland Balthasar Schwarm |